# Macrocera propleuralis
Macrocera propleuralis is een muggensoort uit de familie van de Keroplatidae. De wetenschappelijke naam van de soort is voor het eerst geldig gepubliceerd in 1941 door Edwards.